# Aardbeving Roswinkel 1997
De aardbeving bij Roswinkel op 19 februari 1997 met als epicentrum de plaats Roswinkel had een sterkte van 3,4 op de schaal van Richter. Daarmee is het de sterkste aardbeving die gemeten is in Drenthe. Waarschijnlijk was deze beving het gevolg van gaswinning.